# 小行星1781
小行星1781（1781 Van Biesbroeck）是一颗围绕太阳公转的小行星。1906年10月17日，奥古斯特·科普夫在海德堡发现了此天体。
該小行星以美國天文學家喬治·范·比斯布魯克命名。
这颗小行星的绝对星等为12.75—12.8等。